# Antalyaspor
Antalyaspor er en tyrkisk professionel fodboldklub i Antalya. Klubbens farver er røde og hvide. De spiller deres hjemmekampe på Antalya Arena. I Tyrkiet vandt klubben TFF First League to gange i 1982 og 1986 og sluttede som nummer to i den tyrkiske pokalturnering i 2000. 

## Nuværende trup
Oversigten er opdateret til og med 30. marts 2025
| Nr. | Land      | Position | Spiller                  |
| --- | --------- | -------- | ------------------------ |
| 1   | Tyrkiet   | MM       | Ertugrul Taskira         |
| 2   | Tyrkiet   | FO       | Batuhan Yavuz            |
| 3   | Portugal  | FO       | Nuno Lima                |
| 4   | Tyrkiet   | FO       | Umut Mert Toy            |
| 5   | Kosovo    | FO       | Fidan Aliti              |
| 7   | Tyrkiet   | MI       | Efecan Karachi (Anfører) |
| 8   | Tyrkiet   | MI       | Enes Keskin              |
| 9   | Venezuela | AN       | Sergio Córdova           |
| 10  | Slovenien | AN       | Andraz Sporar            |
| 15  | Tyrkiet   | AN       | Arda Usluoglu            |
| 16  | Sydkorea  | AN       | Ui-jo Hwang              |
| 17  | Frankrig  | MI       | Nicolas Janvier          |

| Nr. | Land                        | Position | Spiller             |
| --- | --------------------------- | -------- | ------------------- |
| 20  | Tyrkiet                     | FO       | Fatih Aksoy         |
| 21  | Tyrkiet                     | MI       | Buluthan Bulut      |
| 23  | Tyrkiet                     | MM       | Mert Bayram         |
| 25  | Brasilien                   | MI       | Richard             |
| 26  | Tyrkiet                     | MI       | Eren Altintas       |
| 29  | Slovenien                   | FO       | Jure Balkovec       |
| 42  | Demokratiske Republik Congo | MI       | Gaius Makouta       |
| 52  | Holland                     | MI       | Tonny Vilhena       |
| 72  | Tyrkiet                     | MI       | Yusuf Kurt          |
| 88  | Tyrkiet                     | FO       | Yusuf Özdemir       |
| 94  | Kosovo                      | FO       | Florent Hadergjonaj |
| 99  | Tyrkiet                     | MM       | Yusuf Karagöz       |

## Farver og logo
Klubemblemet indeholder de store bogstaver A og S, der står for henholdsvis Antalya og Spor (sport på tyrkisk). Mellem disse bogstaver er der en afbildning af Yivli Minaret som er et af mange symboler i byen Antalya. De tre rektangulære former på Yivli Minaret repræsenterer enheden der består af de tre sportsklubber i Antalya. 